# Барабанщиков, Владимир Александрович
Влади́мир Алекса́ндрович Бараба́нщиков (р. 23 мая 1949, Ленинград) — российский психолог, доктор психологических наук (с 1991 года), профессор (с 1995 года), член-корреспондент РАО (с 2006 года). Директор Центра экспериментальной психологии МГППУ. Заведующий Лабораторией системных исследований психики Института психологии РАН (с 1991 года), главный редактор журнала «Экспериментальная психология».

## Биография
Окончил психологический факультет МГУ в 1972 году с квалификацией «психолог, преподаватель психологии». Владимир Александрович — ученик и последователь Б. Ф. Ломова, развивающий идеи системного исследования психики и поведения человека. В 1978 году получил степень кандидата наук, защитив диссертацию «Движения глаз в условиях положительной зрительной обратной связи», а 1991 году — докторскую степень, после успешной защиты диссертации «„Динамика зрительного восприятия: системно-генетический анализ“». В том же году организовал и возглавил лабораторию системных исследований психики в Институте психологии Академии наук СССР (ИП АН СССР), позднее преобразованную в лабораторию познавательных процессов и математической психологии. С 2007 года Владимир Александрович — директор Центра экспериментальной психологии МГППУ. В настоящее время читает курс по общей психологии в МГППУ, курс «Психология ощущения и восприятия» в МГУ, там же руководит спецсеминаром «Актуальные проблемы психологии зрительного восприятия».
Дочь Валентина (род. 1980) — психолог, член-корреспондент РАО,

## Научная деятельность
Сфера научных интересов Барабанщикова достаточно широка. В неё входят теория и методология психологии, психология познавательных процессов, динамика чувственного восприятия. В рамках многолетних исследований зрительного восприятия, ученый предложил и применил на практике оригинальные методы исследования этого процесса на микро-уровне. Результатом этого явилось расширение научного знания в этой области. Так, Барабанщикову удалось выявить закономерности преобразования структуры зрительного поля наблюдателя, обнаружить и изучить неизвестные ранее феномены точечного периферического пара- и метаконтраста. Им была установлена взаимосвязь динамических эффектов зрительного поля, условия и тенденции их проявления. В трудах Барабанщикова также уточнены характеристики микроскопических процессов развития зрительного образа в ситуациях близких к естественным; экспериментально обоснован принцип дополнительности альтернативных тенденций процесса восприятия; определены этапы, формы, средства и условия околомоторной адаптации человека и выявлена зональная структура перцептивно-моторных отношений в зрительной системе.

## Книги
- Барабанщиков В.А. Системогенез чувственного восприятия. — М.: МОДЭК, МПСИ, 2011. — 552 с. — (Психологи России). — ISBN 978-5-9770-0451-0.
- Барабанщиков В. А. Психология восприятия: Организация и развитие перцептивного процесса. — М.: Когито-Центр, 2006. — 241 с. — (Университетское психологическое образование). — ISBN 5-89353-194-9.
- Барабанщиков В.А. Восприятие выражений лица. — М.: Институт психологии РАН, 2009. — 448 с. — (Экспериментальные исследования). — ISBN 978-5-9270-0158-3.
- Барабанщиков В. А.,Милад М.М. Методы окулографии в исследовании познавательных процессов и деятельности. — М.: Институт психологии РАН, 1994. — 88 с. — ISBN 5-02-013318-3.
- Барабанщиков В. А. Динамика зрительного восприятия. — М.: Наука, 1990. — 240 с. — ISBN 5-02-013318-3.